# DEQA-VET
Die Deutsche Referenzstelle für Qualitätssicherung in der beruflichen Bildung, kurz DEQA-VET, wurde 2008 vom Bundesministerium für Bildung und Forschung (BMBF) beim Bundesinstitut für Berufsbildung (BIBB) eingerichtet. Sie befasst sich mit der Qualitätssicherung und -entwicklung in der beruflichen Bildung. DEQA-VET ist ein Knotenpunkt im europäischen Netzwerk EQAVET.

## Entstehung
Das Projekt DEQA-VET wurde am 1. August 2008 vom BMBF gestartet. Es ist im Bundesinstitut für Berufsbildung (BIBB) angesiedelt. Die Geschäftsstelle des Deutschen Bildungsservers beteiligt sich als Partner des BIBB und des BMBF an der redaktionellen Bearbeitung des Internetportals.
2005 empfahl die europäische Dachorganisation ENQA-VET (European Network for Quality Assurance in Vocational Education and Training; seit 2010: EQAVET – European Quality Assurance in Vocational Education and Training), nationale Referenzstellen einzurichten, um eine europaweite, verstärkte Zusammenarbeit im Bereich der beruflichen Bildung zu ermöglichen. Impulsgebend dafür ist der Vertrag von Lissabon vom März 2000, in dem sich die Europäische Union darauf geeinigt hat, den Wirtschaftsraum Europa „zum wettbewerbsfähigsten und dynamischsten wissensbasierten Wirtschaftsraum in der Welt zu machen – einem Wirtschaftsraum, der fähig ist, ein dauerhaftes Wirtschaftswachstum mit mehr und besseren Arbeitsplätzen und einem größeren sozialen Zusammenhalt zu erzielen.“ Der Kopenhagen-Prozess wurde 2002 zur Grundlage der intensiveren Zusammenarbeit im Bereich der Berufsbildungspolitik auf europäischer Ebene. Wichtige Schlagworte dabei sind: Erhöhte Transparenz bei Qualifikationen und deren Anerkennung mittels eines Kreditpunktesystems und die Bereitschaft der EU-Mitgliedsstaaten zur Kooperation bei der Qualitätssicherung in der beruflichen Bildung.
DEQA-VET wurde gegründet, da eine nationale Referenzstelle notwendig war, um als deutscher Knotenpunkt im europäischen Netzwerk EQAVET Informationen in Richtung der nationalen und in Richtung der europäischen Ebene zu vermitteln.

## Ziele von DEQA-VET
Hauptziel der Deutschen Referenzstelle für Qualitätssicherung in der beruflichen Bildung ist es, ein Bewusstsein für Qualitätsentwicklung und Qualitätssicherung zu schaffen, eine „Kultur der Qualitätssicherung“ zu fördern und auch ein gesamteuropäisches Qualitätsverständnis zu entwickeln.
Darüber hinaus will DEQA-VET den Informationsfluss zwischen EQAVET und den Stakeholdern (Akteure) ermöglichen und schließlich Maßnahmen zur Unterstützung der Qualitätsentwicklung und Qualitätssicherung generieren.
DEQA-VET sieht sich als Dienstleister, der Akteuren der beruflichen Bildung bei der Qualitätssicherung zu unterstützen versucht. Dazu vereinigt und stellt DEQA-VET good practice Beispiele und Know-how zur Qualitätssicherung bereit. Sowohl Ziel als auch Aufgabe von DEQA-VET ist es weiterhin, das Arbeitsprogramm von EQAVET umzusetzen.

## Aufgaben und Vorgehensweise
DEQA-VET ist als Nationale Referenzstelle der Ansprechpartner der EU im Hinblick auf die Frage, wie die Implementierung von EQARF (European Quality Assurance Reference Framework; europäischer Referenzrahmen, um Qualität in der Berufsbildung zu entwickeln und zu sichern) voranschreitet. Zudem kooperiert DEQA-VET mit anderen nationalen Referenzstellen. Dieses entspricht dem Anliegen der EU zur verstärkten Zusammenarbeit auf europäischer Ebene.

### Internetpräsenz
Als wichtigstes Mittel dient DEQA-VET die Internetpräsenz. Informationen werden hier für die Nutzer aufbereitet und übersichtlich dargestellt. Themen sind zum Beispiel politische Entwicklungen im Bereich der beruflichen Bildung, Beispiele für good practice und aktuelle Veranstaltungen. Unter anderem wird die Berufsbildungspraxis in Deutschland erläutert, Akteure der beruflichen Bildung werden vorgestellt und Termine veröffentlicht. Ein vierteljährlich erscheinender Newsletter, rundet das Angebot ab.

### Veranstaltungen
Weitere Aufgabenschwerpunkte der Referenzstelle sind die Organisation von und die Teilnahme an Veranstaltungen zum Thema „Qualitätssicherung in der beruflichen Bildung“. So wurde am 22. September 2009 die Auftaktveranstaltung zum Projekt mit dem Ziel durchgeführt, die Teilnehmer auf den Themenbereich sensibilisieren. Seitdem veranstaltet DEQA-VET jährlich eine Fachveranstaltung zum Thema Qualitätssicherung, die einen anschließenden Austausch der Teilnehmer  über persönliche Erfahrungen und Meinungen ermöglicht.